# Nicolae Bălcescu, Vâlcea
Nicolae Bălcescu là một xã thuộc hạt Vâlcea, România. Dân số thời điểm năm 2002 là 3836 người.